# لوکری (ایتالیا)
لوکری (ایتالیا) (به ایتالیایی: Locri) یک کومونه در ایتالیا است که در استان رجیو کالابریا واقع شده‌است.

## خصوصیات
لوکری ۲۵ کیلومترمربع مساحت و ۱۲٬۸۴۵ نفر جمعیت دارد.